# Angela Heide
Angela Heide (* in Wien als Angela Eder) ist eine österreichische Dramaturgin, Kuratorin und Kulturmanagerin.

## Leben
Angela Heide besuchte das Bundesrealgymnasium Wien, an dem sie 1986 maturierte. Anschließend studierte sie Theater-, Film- und Medienwissenschaft, Germanistik, Philosophie und Englisch in Wien, Berlin und in England. Während ihres Studiums war sie u. a. als Studienassistentin am Institut für Theaterwissenschaft der Universität Wien und als Hospitantin und Assistentin an verschiedenen Wiener Theatern tätig. 2003 schloss sie ihr Diplomstudium mit einer Arbeit über das Theater an der Wien in den Jahren 1936 bis 1938 ab (Direktion Arthur Helmer). Von 1995 bis 1997 lebte und arbeitete sie u. a. in Oxford, London und Los Angeles. Von 1997 bis 2003 arbeitete sie mit Fritz Muliar zusammen. 2005 promovierte sie am Institut für Theater-, Film- und Medienwissenschaft der Universität Wien.

### Theater, Festivals
Von 1999 bis 2000 war sie verantwortliche Dramaturgin des Theaters im Zoo und der e-bühne (Schauspielhaus). 2000 kehrte sie nach Wien zurück und war in den folgenden Jahren für die Video-/Internet-TV-Abteilung von Krone Multimedia sowie als Redakteurin und Ressortleiterin der kulturwissenschaftlichen Vernetzungsplattform für MOE-Studien Kakanien revisited tätig. 2002 bis 2004 war sie u. a. Produktionsleiterin und Dramaturgin für das Wiener ensemble adhoc/Leo Krischke, 2005/06 betreute sie Produktionen des urtheaters und war 2006/07 Dramaturgin zweier Regiearbeiten von Gernot Plass für das neue Theater an der Gumpendorfer Straße. 2008 war sie Projektleiterin für Wien für den Schwarzmarkt für nützliches Wissen und Nicht-Wissen im Rahmen der Wiener Festwochen; von 2009 bis 2012 Kuratorin für Theater, Tanz und Performance in der Stadt Wien sowie 2012/2013 Mitglied der Wiener Theaterjury. Von Dezember 2014 bis Dezember 2015 begleitete sie den Wiener Choreografen Georg Blaschke bei dessen Großprojekt The Bosch Experience part II and III. 2015 bis 2017 war sie u. a. als Dramaturgin für das  Wiener Volkstheater tätig, wo sie mit Felix Hafner, Philipp Preuss, Salome Schneebeli, Anja Salomonowitz u. a. m. zusammenarbeitete. 2017 gehörte sie der Festivalleitung von Neues Wiener Volkstheater an und betreute u. a. die beiden Produktionen Papier.Waren.Pospischil (Theodora Bauer, R. Anna Marboe) und Nanjing, the Future (Gornaya, R. Simon Dworaczek). 2015 führte sie daneben bei der Uraufführung von Elfriede Jelineks Text Schlüsselgewalt Regie und zeichnete für die Gesamtleitung der 50-Jahr-Feierlichkeiten des Dokumentationsstelle für neuere österreichische Literatur (50 Jahre Doku) verantwortlich. 2018 arbeitete sie u. a. am WERK X gemeinsam mit dem Regisseur Ali M. Abdullah an der Ensemblestückentwicklung Aufstand der Unschuldigen, 2021 kehrte sie für die Ensemble-Produktion 598 NEUE NACHRICHTEN, 2022 für Werner Schwabs Eskalation ordinär erneut an das WERK X zurück. 2019 übernahm sie die Redaktion der Schauspiel-Programme bei den Salzburger Festspielen sowie die Redaktion des Festivalkatalogs des renommierten Wiener Festivals für neue Musik Wien Modern, bei dem sie in selber Aufgabe bis März 2025 tätig war.

### Kunst und Kultur, Literatur, Wissenschaft
Von 2010 bis 2012 war sie Verlagsleiterin des von Jörg Mauthe gegründete Verlags Edition Atelier tätig, den sie gemeinsam mit Julia Kaldori wieder aufbaute und zuletzt alleinverantwortlich aus dem Verbund der Wiener Zeitung GmbH herausführte. Daneben nahm sie Tätigkeiten in den Bereichen Consulting, Text und Lektorat wahr. Seit 2001 ist sie Geschäftsführerin von artminutes; seit 2002 Gründungsmitglied und Co-Leiterin von Wolke 7 (gemeinsam mit Franz Denk) im Bereich nachhaltige Stadtteilarbeit, Stadtteilmanagement und Kunst im öffentlichen Raum.
2019 zeichnete sie gemeinsam mit René Patschok für die Konzeption und Leitung des Projektes Lerchenfelder Perspektiven verantwortlich und führte daneben im Auftrag des Wiener Stadt- und Landesarchivs ein Forschungsprojekt zur Geschichte der Wiener Kinos durch.
Seit 2011 ist Angela Heide im Gründungsredaktionsteam des Wiener jüdischen Monatsmagazin WINA tätig. 2021/2022 war sie für das Projekt Lebendige Lerchenfelder Straße als Kuratorin und Redakteurin der Website tätig.

## Projekte (Auswahl)
- 2024: AUSGEMUSTERT unterwegs. Im Rahmen des 4. Waldviertler Demenztages, Zwettl, 11. Oktober 2024
- 2022–2023: AUSGEMUSTERT. Ein künstlerisches Forschungsprojekt. Recherche, Dramaturgie, Text, Installationen (Text/Sound). Mit: Martina Winkel (Recherche, Dramaturgie, Text, Installationen), Gudrun Lenk-Wane (Installation) und Lalo Jodlbauer (Fotografie). OHA Allensteig, 18. Mai bis 18. Juni 2023 im Rahmen des WaldViertelFestivals 2023, https://www.offeneshaus.at/projekte/ausgemustert/
- 2021–2022: Lerchenfeld, literarisch. Texte zur Lerchenfelder Straße. Idee, Konzept, Kuratorin, Redaktion. Mit Texten von Amir Gudarzi, Kurt Palm, Lisa Spalt, Bettina Balàka, Judith Nika Pfeifer, Lucas Cejpek, Claudia Tondl u. a. m. https://lerchenfelderstrasse.at/category/kultur/
- 2015: Vorneüberuntendurch. Ein Haus wird erlesen. Autor*innen-Parcours mit Bettina Balaka, Robert Prosser, Angelika Reitzer, Kathrin Röggla, Robert Schindel, Lisa Spalt, Isabella Straub, Anna Weidenholzer, Siam B & Diana Köhle sowie Studierenden des Instituts für Sprachkunst an der Universität für angewandte Kunst Wien; Literaturhaus Wien (Festveranstaltung im Rahmen von „50 Jahre DOKU“); Idee, Konzept, Kuratierung & szenische Einrichtung
- 2015: Schlüsselgewalt von Elfriede Jelinek; UA mit ca. 100 Akademikerinnen der AG Uni-FrauenJubel; Universität Wien (im Rahmen der Jubiläumsfeiern „650 Jahre Uni Wien“); Konzept, Fassung & Inszenierung
- 2013: Ankommen! ExpertInnen-Parcours im Rahmen des mehrtägigen interdisziplinären Eröffnungsprogramms von Hundsturm Wien; Konzept, Kuratierung & szenische Einrichtung
- 2009–2011: Aufbruch in die Nähe. Wien, Lerchenfelder Straße. Ein künstlerisches Stadtforschungsprojekt (gem. m. Elke Krasny). Recherche – Ausstellung – Publikation – Symposion
- 2005–2007: sidewalkCINEMA; Wiener Kurzfilmfestival im öffentlichen Raum; künstlerische Projektleitung (gem. m. Bernadette Ruis)

## Publikationen
- Und jetzt alles zusammen. Essays. Wien Modern Festivalkatalog, Bd. 2. Wien 2024.
- Bewegung im Raum. Essays. Wien Modern Festivalkatalog, Bd. 2. Wien 2023.
- Wenn alles so einfach wäre. Essays. Wien Modern Festivalkatalog, Bd. 2. Wien 2022.
- Mach doch einfach was du willst. Essays. Wien Modern Festivalkatalog, Bd. 2. Wien 2021.
- Stimmung. Essays. Wien Modern Festivalkatalog, Bd. 2. Wien 2020. – Mit Texten von Marlene Streeruwitz, Anna Gisbertz, Peter Payer, Heinz Bude, Caroline Welsh, Klaus Lang, Jens Wietschorke, Julia H. Schröder, Sebastian Klotz u. a. m.
- Wachstum. Essays. Wien Modern Festivalkatalog, Bd. 2. Wien 2019. – Mit Texten von Lydia Jeschke, Peter Ablinger, Jürg Stenzl, Shilla Strelka, Niko Paech, Bernhard Freyer, Karin Harrasser, Gertraud Cerha, Lisa Spalt, Susanne Magdalena Karr u. a. m.
- 2006–2013 Redaktion: spielplan freie theater, tanz, performance/spielplan freies theater für junges publikum. Projektleitung: Angela Heide. Hg. v. d. IG Freie Theaterarbeit Österreich.
- Petra Rathmanner: Hans Gratzer und das Wiener Schauspielhaus. Edition Atelier, Wien (= Edition Theater, Bd. 3, Redaktion & hg. v. Angela Heide).
- Jury Everhartz, Kristine Tornquist (Hg.): Fragen an das Musiktheater. Edition Atelier, 2012 (= Edition Theater, Bd. 2; Redaktion & hg. v. Angela Heide).
- Fragen an das Theater. Mit einem Vorwort von Petra Rathmanner. Herausgegeben von Angela Heide. Edition Atelier, Wien 2011 (= Edition Theater, Bd. 1).
- Aufbruch in die Nähe – Wien Lerchenfelder Straße/Other Places. Vienna Lerchenfelder Street. Hg. von Angela Heide und Elke Krasny. Turia+Kant, Wien 2010.
- Hg. (gem. m. Pamela Bartar): city system_s. Betrachtungen – Strukturen – Interventionen. artminutes Publishing, Wien 2009, ISBN 978-3-9502711-0-2.
- Theater Die Insel in der Komödie: Direktion Leon Epp. Katalog zur Ausstellung im Otto-Wagner-Pavillon, 3. April bis 28. Juni 1998. Museen d. Stadt Wien, Wien 1998 (= Sonderausstellung des Historischen Museums der Stadt Wien 236).
- Redaktion: artphalanx: De Valigia in Austria/De Valigia in Österreich. Katalog. Wien 1998.
- Redaktion: artphalanx: transformation/en. jugendkultur im wandel. Katalog. Wien 1998.
- Das Theater in der Josefstadt 1788–1996. Vom k. k. privilegierten Schauspiel-Unternehmen zur Betriebsgesellschaft m.b.H. Theater in der Josefstadt, Wien 1996.
- Ambivalenzen. Max Reinhardt und Österreich. Wien 2004, ISBN 3-85498-323-9.
- Mitarbeit an: Die andere Seite, Bild – Klang – Text. Grenzgänge in der österreichischen Kunst des 20. Jahrhunderts. Haymon Verlag, 1996, ISBN 978-3-85218-226-1.